# Manuel Wandji
Manuel Wandji, dit  Wambo, est percussionniste, chanteur, danseur, auteur, compositeur et producteur camerounais, né le 5 avril 1961 à Nancy (France) d’un père camerounais et d’une mère française,,,,. À l’âge de 9 ans, il rentre au Cameroun et c’est là que son goût pour la musique grandit. Il apprend les rythmes, dans les concerts scolaires et se familiarise avec la batterie. À la différence des enfants expatriés de son âge ayant pour hobbies le tennis ou la piscine, Wambo s’accroche aux racines paternelles, à la forêt, l’écoute des musiques traditionnelles, les marigots ou encore la pêche avec les villageois : Tout ceci influence sa sensibilité musicale.

## Biographie

### Enfance et débuts
Manuel Wandji est né en 1961 à Nancy. Il y grandit jusqu’à 9 ans avant de retourner à Yaoundé au Cameroun. C’est pendant cette période qu’il découvre la culture musicale locale à travers les concerts scolaires, les clubs et les danses traditionnelles. Partagé entre Yaoundé et le village de son papa, il écoute la musique traditionnelle, côtoie et s’initie aux tambours, balafons. Ce sont ces influences qui constituent aujourd’hui sa première source d’inspiration. Cependant, à cette époque, comme tous les jeunes de son âge, il est fan de Fela, Bob Marley, Led Zeppelin, Pink Floyd et Dark Side of the Moon.
En 1980, il retourne en France, à Besançon, pour suivre des études de micromécanique, avec la motivation de faire de la musique ; il fait ses premières compositions en live pour des danseurs et chorégraphes de la Compagnie Accrorap de Kader Attou. Cette première expérience sera très enrichissante pour lui et son style musical.

### Carrière
En 1986, il crée la compagnie de danse Métissages ; découvre le monde de la world music et, dès 1988, il accompagne comme percussionniste Papa Wemba, Ray Lema. Il joue avec de nombreux artistes africains mais aussi internationaux comme Ben Harper ou Tom Jones.
Manuel Wandji crée son studio de production à Besançon : Wambo Productions. C’est dans ce studio qu’il concocte des musiques aux rythmes traditionnels sous influences urbaine et ethniques ; ses compositions sont un mélange de genres teintés de percussions, de voix, de grooves, de hip hop, de synthétiseurs, d’accordéon ou encore de violon. De cette musique, il a inspiré les chorégraphes, les compagnies de danse hip hop et afro contemporaine,. Producteur de Henri Dikongue,, il produit deux albums de l’artiste en 1995 et 1999 « Wa » et « C’est la vie » qui ont un grand succès dans le monde et particulièrement au Cameroun,. Par la suite, il accompagne en tournée les acrobates kényans Jambo Mambo en 1997, Régis Gizavo, un accordéoniste malgache et enregistre l’album « Sur la terre » de DJ Martin Solveig.
En mai 2021, dans le cadre de la francophonie, l'Institut français du Cameroun lui offre carte blanche pour animer la soirée à l'Ambassade de France. La même année, il intègre l'influence congolaise dans sa musique.

## Discographie partielle
Quelques-unes de ses œuvres :
- 1994 : Radio Trottoir
- 1995 : Henri Dikongue WA
- 1997 : Henri Dikongue C'est la vie
- 1999 : Manuel Wandji Rythmes of life
- 2002 : Manuel Wandji Spirit of roots
- 2005 : Manuel Wandji Planet groove
- 2013 : Manuel Wandji Voyages & Friends[21],[22].

## Design sonores
En plus de plusieurs illustrations sonores diffusées sur France Télévisions, Manuel Wandji a réalisé au Cameroun plusieurs supports audios et vidéos pour les entreprises.
- Spots télé[23]
  - MUCADEC, Mutuelles Camerounaises d'Epargne et de Crédit[24]
  - Canal 2[25]
  - Société Générale Cameroun[26]

- Spots télé[27]
  - Bicec - Banque internationale pour le commerce l'épargne et le crédit[28]
  - ENEO - Easy ligth[29]

## Distinctions
- 2006 : Meilleur artiste de la diaspora aux Canal 2'Or[30].